# Liste des choix de repêchages des Spurs de Denver
Cette liste contient tous les joueurs de hockey sur glace ayant été repêchés par les Spurs de Denver, franchise de l'Association mondiale de hockey. Les joueurs listés ci-dessus n'ont pas obligatoirement joué un match sous le maillot de l'équipe.
Elle regroupe les joueurs depuis le Repêchage de 1975 organisé par l'AMH. Les joueurs sont classés par année de repêchage. Les deux premières colonnes donnent le rang et le tour duquel le joueur a été repêché suivis de son nom, de sa nationalité et de sa position de jeu.

## Repêchage amateur de 1975
| No  | Tour | Nom          | Nationalité | Position       |
| --- | ---- | ------------ | ----------- | -------------- |
| 4   | 1er  | Mel Bridgman | Canada      | Centre         |
| 34  | 3e   | Ron Delorme  | Canada      | Ailier droit   |
| 49  | 4e   | André Leduc  | Canada      | Défenseur      |
| 64  | 5e   | Nick Sanza   | Canada      | Gardien de but |
| 77  | 6e   | Greg Miazga  | Canada      | Centre         |
| 91  | 7e   | Rick Martin  | Canada      | Ailier droit   |
| 128 | 10e  | Dave Bossy   | Canada      | Défenseur      |
| 141 | 11e  | Andy Whitby  | Canada      | Ailier droit   |